# Lefkochori (Elida)
Lefkochori  este un oraș în Grecia în Prefectura Elida.